# カウンターパーツ (ラッシュのアルバム)
『カウンターパーツ』 (Counterparts) は、カナダ出身のロックバンド、ラッシュの15作目のスタジオ・アルバム。
『パワー・ウィンドウズ』 (1985) と『ホールド・ユア・ファイア』 (1987) を制作したピーター・コリンズを共同プロデューサーに選択した。ピーター・コリンズは「生」で「自然」なサウンドのため、エンジニアにケヴィン "ケイヴマン "シャーリーを選んだ。また、バンドにとってリバーブの使用を最小限にすることに慣れる必要があった。
ファーストシングル「スティック・イット・アウト」はドロップチューニングを導入するなど、多くの楽曲で躍動的なギタープレイが聴ける。
「カウンターパーツ」はアメリカで2位、カナダで6位を記録し、アメリカでは自己最高位を更新した。ファーストシングル「スティック・イット・アウト」はビルボードアルバム・ロック・トラックスチャートで4週連続1位を獲得した。1994年、インストゥルメンタル曲「リーヴ・ザット・シング・アローン」がグラミー賞のベスト・ロック・インストゥルメンタル・パフォーマンス部門にノミネートされた。
1992年にツアーのオープニング・アクトを務めたプライマスや当時オルタナティヴ・ロックやグランジの旗手だったパール・ジャムの影響をがみられる。『プレスト』（1989年）から始まったシンセサイザーからギター主体の音楽へのバンドの移行を継続させた。アレックス・ライフソンは「『ムーヴィング・ピクチャーズ』（1981年）以来、ギターが主役であることを意識したのは初めてで、結果として彼にとってより満足のいくアルバムになった」と語っている。
ニール・パートは前作『ロール・ザ・ボーンズ』のように個々の曲の間に共通項を設ける形ではなく、 個々にテーマを設けることにした。彼が考えたテーマの中には、ジェンダーの違い、心理学者カール・グフタフ・ユングが考案したアニマとアニムスの原理、ヒロイズムに関する善と悪などがあった。“二面性”“二重性”が唯一の統一的なテーマとなり、アルバムのタイトルにインスピレーションを与えたと指摘している。

## 背景
1992年6月、ロール・ザ・ボーンズ・ツアーを終えた。そのツアー中の会話から、アルバムで達成したいいくつかの目標を設定し、彼らは「自発性と洗練の間のバランス感覚と、楽曲へのより有機的なアプローチに取り組むことに同意した。
前2作のスタジオ・アルバムと同様、ラッシュはオンタリオ州クレアモントのシャレー・スタジオに引きこもり、平日は新曲の作曲とリハーサルを行った。アレックス・ライフソンとゲディ・リーはアレシスの8トラックのデジタル・オーディオ・レープレコーダーとスタインバーグのCubase Audioを使ってアイデアを書き留めた。
1993年4月から6月にかけて、ケベック州モリンハイツのル・スタジオとオンタリオ州トロントのマクリア・パテで録音された。8トラックのデモはスタジオの24トラックレコーダーに転送され、バンドが各自のパートを再録音するためのガイドトラックとなった。
ニール・パートは自分のパートを録音する時間が少なく、3日間で全11トラックを録音した。
ケヴィン・シャーリーはマイクからテープ・マシンへの抵抗をできるだけ少なくするために「非常に直接的（直アンプ）」な方法で楽器を録音した。
バンドは「カウンターパーツ」の曲順を決めるのに苦労していた。そのため、アレックス・ライフソンは各楽曲をマグネットボードにリストアップし、納得のいく順番が決まるまで遊び回れるようにした。
ゲディ・リーは1960年代のフェンダーのジャズベースを使用し、アレックス・ライフソンはレスポール、フェンダーのテレキャスター、ポール・リード・スミスのギターモデルを使用し、アンプはピーヴィーの5150とマーシャルを使用。レスポールとテレキャスターをアコースティックギターと組み合わせて、ひとつのサウンドを作り上げている楽曲もある。
ニール・パートはドラムセットはラディック、スネアは古いスリンガーランド、シンバルはジルジャン（2つのチャイナを除く）。電子キットは古いアカイ・プロフェッショナルのサンプラーをd-drumのパッド、KATパーカッションのMIDIマリンバなどを使用し、キーボードの「イベント」をトリガーしている。

## 楽曲
「アニメイト」では、スタジオのゴミ箱にあった古いアンプをスタジオの技術アシスタントが修理して、ゲディ・リーがベースを弾いている。ケヴィン・シャーリーはゲディ・リーにこのアンプで 演奏することを望んだ。曲の冒頭でニール・パートはがカウント・インするのは、「人間味」が出ているとゲディ・リーは気に入っている。
「スティック・イット・アウト」は、アレックス・ライフソンが思いついたギター・リフをゲディ・リーが気に入ったため、「それを少し伸ばして、いくつか追加して、あの曲になった」。

## 収録曲
| 全作詞: ニール・パート（注記ない場合）、全作曲: アレックス・ライフソン ＆ ゲディ・リー。 |                                                    |                                 |                                        |      |
| #                                                                                        | タイトル                                           | 作詞                            | 作曲・編曲                             | 時間 |
| 1.                                                                                       | 「Animate」                                        | ニール・パート （注記ない場合） | アレックス・ライフソン ＆ ゲディ・リー | 6:04 |
| 2.                                                                                       | 「Stick It Out」                                   | ニール・パート （注記ない場合） | アレックス・ライフソン ＆ ゲディ・リー | 4:30 |
| 3.                                                                                       | 「Cut To The Chase」                               | ニール・パート （注記ない場合） | アレックス・ライフソン ＆ ゲディ・リー | 4:48 |
| 4.                                                                                       | 「Nobody's Hero」                                  | ニール・パート （注記ない場合） | アレックス・ライフソン ＆ ゲディ・リー | 4:55 |
| 5.                                                                                       | 「Between Sun And Moon」(Lyrics: Peart,Pye Dubois) | ニール・パート （注記ない場合） | アレックス・ライフソン ＆ ゲディ・リー | 4:37 |
| 6.                                                                                       | 「Alien Shore」                                    | ニール・パート （注記ない場合） | アレックス・ライフソン ＆ ゲディ・リー | 5:47 |
| 7.                                                                                       | 「The Speed Of Love」                              | ニール・パート （注記ない場合） | アレックス・ライフソン ＆ ゲディ・リー | 5:02 |
| 8.                                                                                       | 「Double Agent」                                   | ニール・パート （注記ない場合） | アレックス・ライフソン ＆ ゲディ・リー | 4:52 |
| 9.                                                                                       | 「Leave That Thing Alone」                         | ニール・パート （注記ない場合） | アレックス・ライフソン ＆ ゲディ・リー | 4:05 |
| 10.                                                                                      | 「Cold Fire」                                      | ニール・パート （注記ない場合） | アレックス・ライフソン ＆ ゲディ・リー | 4:27 |
| 11.                                                                                      | 「Everyday Glory」                                 | ニール・パート （注記ない場合） | アレックス・ライフソン ＆ ゲディ・リー | 5:11 |

## チャート
| Year | Chart                | 最高順位 |
| ---- | -------------------- | -------- |
| 1993 | Billboard 200        | 2        |
| 1993 | 全英アルバムチャート | 14       |